# Altenmarkt bei Fürstenfeld
Pour les articles homonymes, voir Altenmarkt.
Altenmarkt bei Fürstenfeld est une ancienne commune autrichienne du district de Hartberg-Fürstenfeld en Styrie qui fait partie de la ville de Fürstenfeld depuis le 1er janvier 2015.